# SEXtet
SEXtet is een Nederlandse film uit 2007 van Eddy Terstall. De film heeft ook als titel Sextet: De Nationale bedverhalen, en zou onder deze titel uitgebracht worden in 2006. Door de problemen omtrent het uitbrengen van de film werd het echter uitgesteld tot de zomer van 2007 en werd de titel ingekort tot SeXtet.
Terstall laat opnieuw zijn meestal vaste ensemble van acteurs in de film passeren, waarin het verhaal uit diverse passages bestaat, en zich afspeelt in de samenleving van Amsterdam. De rode draden in het verhaal zijn liefde, seks en satire.

## Rolverdeling
- Dieuwertje Blok
- Tara Elders
- Esmarel Gasman
- Cees Geel
- Tygo Gernandt
- Sanne den Hartogh
- Nadja Hüpscher
- Jeroen van Koningsbrugge
- Maria Kooistra
- Teun Kuilboer
- Femke Lakerveld
- Annet Malherbe
- Jan Mulder
- Katja Schuurman
- Huub Stapel
- Marc van Uchelen
- Lucretia van der Vloot
- Jack Wouterse
- Dirk Zeelenberg